# リガンド

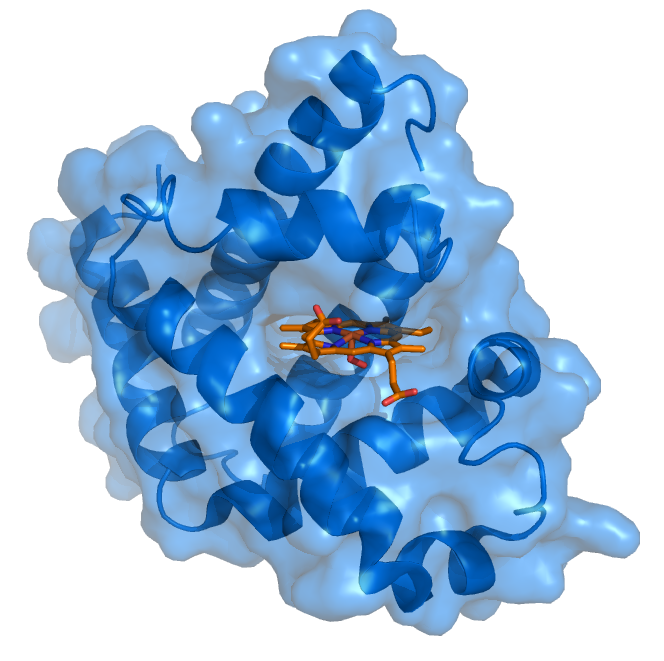
ミオグロビン(青)とそのリガンドであるヘム(オレンジ)が結合している。に基づく。

生化学や薬理学では、リガンド(Ligand; ライガンド)とは生体分子と複合体を形成して生物学的な目的を果たす物質のことを指す。 タンパク質-リガンド結合では、リガンドは通常、標的タンパク質上の結合部位に結合することでシグナルを生成する分子である。 この結合は、通常、標的タンパク質の配座異性体(コンフォメーション)の変化をもたらす。 DNA-リガンド結合研究では、リガンドはDNA二重らせんに結合する低分子、イオン、タンパク質のいずれかである。 リガンドと結合相手の関係は、電荷、疎水性、分子構造の関数である。 結合のインスタンスは、時間と空間の無限の範囲で発生するので、その速度定数は通常、非常に小さな数である。
結合は、イオン結合、水素結合、ファンデルワールス力などの分子間力によって発生する。 関連付けまたはドッキングは、実際には解離を介して可逆的である。 リガンドとターゲット分子の間の測定可能な不可逆的共有結合は、生物学的システムでは非典型的である。 金属有機化学や無機化学におけるリガンド(配位子)の定義とは対照的に、生化学では、ヘモグロビンの場合のように、リガンドが一般的に金属部位で結合しているかどうかは曖昧である。 一般的にリガンドの解釈は、どのような結合が観察されたかという文脈に基づいている。 その語源は「結合する」という意味の ligare に由来している。
受容体タンパク質に結合したリガンドは、三次元形状の配向性に影響を与えて立体配座(コンフォメーション)を変化させる。 受容体タンパク質のコンフォメーションは機能状態を構成している。 リガンドには、基質、阻害剤、酵素活性化剤、脂質依存性イオンチャネル(signaling lipids)、神経伝達物質などがある。 結合率はリガンド結合親和性と呼ばれ、この測定は効果の傾向や強さを代表するものである。 結合親和性は、ホスト-ゲスト相互作用だけでなく、溶液中で非共有結合を駆動する支配的で立体効果的な役割を果たすことができる溶媒の効果によっても実現される。 溶媒は、リガンドと受容体が適応するための化学的環境を提供し、その結果、パートナーとしてお互いを受け入れたり拒否したりする。
放射性リガンドは、放射性同位体標識化合物であり、PET研究のトレーサーとして、またin vitroでの結合研究のために生体内(in vivo)で使用されている。
特にタンパク質と特異的に結合するリガンドは、微量であっても生体に対して非常に大きな影響を与える。そのため薬学や分子生物学の分野では重要な研究対象になっている。

## 受容体結合親和性/リガンド結合親和性
リガンドとその結合部位との相互作用は、結合親和性の観点から特徴付けることができる。 一般的に、高親和性のリガンド結合は、リガンドとその受容体の間のより大きな吸引力によるものであるが、低親和性のリガンド結合は吸引力が少ない。 一般的に、高親和性リガンド結合は、低親和性リガンド結合の場合よりもリガンドによる受容体の占有率が高くなり、滞留時間(受容体-リガンド複合体の寿命)は相関しない。 リガンドのレセプターへの高親和性結合は、結合エネルギーの一部がレセプターのコンフォメーション変化を引き起こすために使用され、結果として、関連するイオンチャネルまたは酵素のような変化した挙動をもたらす場合には、生理学的に重要であることが多い。

生理的反応を誘発する受容体に結合し、その機能を変化させることができるリガンドは、受容体アゴニストと呼ばれる。 受容体に結合しても生理反応を活性化できないリガンドは、受容体アンタゴニストと呼ばれている。

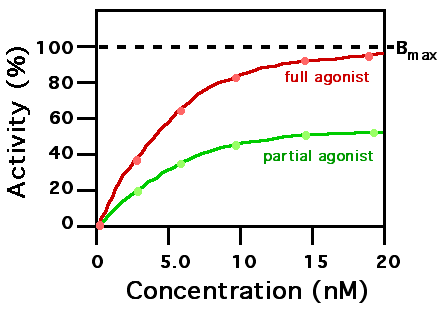
類似の結合親和性を持つ2つのアゴニスト

受容体へのアゴニストの結合は、どれだけの生理的応答を誘発できるか(すなわち有効性)と、生理的応答を引き起こすのに必要なアゴニストの濃度(多くの場合、半最大応答を引き起こすのに必要な濃度であるEC50として測定される)の両方の観点から特徴付けることができる。 高親和性リガンド結合とは、比較的低濃度のリガンドがリガンド結合部位を最大限に占有し、生理反応を誘発するのに十分な濃度であることを意味する。 受容体の親和性は、阻害定数またはKi値(受容体の50％を占めるのに必要な濃度)で測定される。 リガンド親和性は、競合結合実験からIC50値として間接的に測定されることが多いが、ここでは、基準リガンドの固定濃度の50％を置換するのに必要なリガンドの濃度が決定される。 Ki値は、チェン＝プルソフ式(Change Prusoff式)を用いてIC50から推定することができる。 リガンド親和性は、蛍光消光法、等温滴定熱量測定法、表面プラズモン共鳴法などの方法を用いて、解離定数(Kd)として直接測定することもできる。
低親和性結合(Kiレベルが高い)とは、結合部位が最大に占有され、リガンドに対する最大の生理学的反応が達成される前に、リガンドの比較的高い濃度が必要であることを意味している。 右の例では、2つの異なるリガンドが同じ受容体結合部位に結合している。 示されているアゴニストのうちの1つだけが受容体を最大に刺激することができ、したがって、完全アゴニスト(full agonist)と定義することができる。 生理的応答を部分的にしか活性化できないアゴニストは、部分アゴニスト(partial agonist)と呼ばれる。この例では、完全アゴニスト(赤線)が受容体を半最大に活性化することができる濃度は、約5×10-９モル(nM＝ナノモル)である。

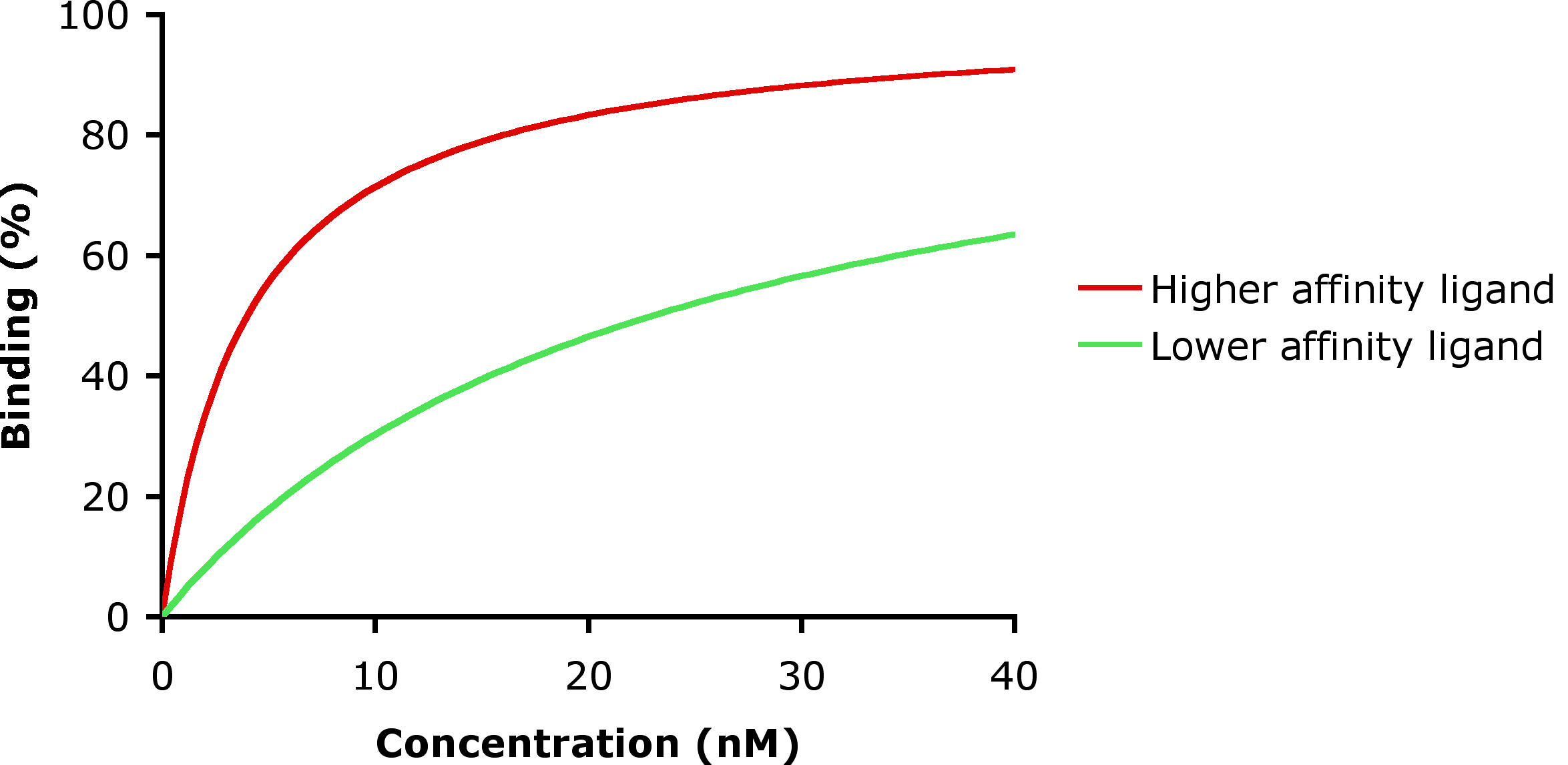
受容体の結合親和性が異なる2つのリガンド。

結合親和性は、タグ付きリガンドとして知られる放射性標識されたリガンドを用いて最も一般的に決定される。同種競合結合実験(Homologous competitive binding experiments)では、タグ付けされたリガンドとタグ付けされていないリガンドとの結合競合が行われる。 表面プラズモン共鳴、二重偏光干渉法、マルチパラメトリック表面プラズモン共鳴(Multi-Parametric Surface Plasmon Resonance; MP-SPR)のようなラベルフリーであることが多いリアルタイムベースの方法は、濃度ベースのアッセイから親和性を定量化するだけでなく、結合と解離の速度論や、後のケースでは結合時に誘導される構造変化からも定量化することができる。 また、MP-SPRは、独自の光学的セットアップにより、高塩分解離緩衝液中での測定も可能である。 マイクロスケール熱泳動法(Microscale thermophoresis; MST)は、固定化を必要としない方法である。 この方法では、リガンドの分子量に制限されることなく結合親和性を測定することができる。
リガンドとレセプターの結合親和性の定量的研究における統計力学の使用については、構成分配関数に関する包括的な記事を参照のこと。

### 薬効と結合親和性
結合親和性のデータだけでは、薬剤の全体的な効力を決定することはできない。 力価は、結合親和性とリガンド有効性の両方が複雑に絡み合った結果である。 リガンド効果とは、標的受容体に結合した際に生物学的反応を引き起こすリガンドの能力と、この反応の定量的な大きさを指す。 この反応は、生成される生理学的反応に応じて、アゴニスト、アンタゴニスト、または逆アゴニスト(受容体逆作動薬)となる。

## 選択的と非選択的
選択的リガンド(selective ligands)は非常に限られた種類の受容体に結合する傾向があるのに対し、非選択的リガンド(non-selective ligands)は複数の種類の受容体に結合する。 このことは薬理学において重要な役割を果たしており、非選択的である薬剤は、所望の効果を発生させるものに加えて他の複数の受容体に結合するため、より多くの有害作用をもたらす傾向がある。

## 疎水性リガンド
疎水性リガンド(hydrophobic ligands)(例：PIP2)と疎水性タンパク質(例: 脂質依存性イオンチャネル)との複合体の場合、親和性の決定は非特異的な疎水性相互作用によって複雑になる。 非特異的疎水性相互作用は、リガンドの親和性が高い場合に打ち勝つことができる。 例えば、PIP2は、PIP2依存性イオンチャネルに高い親和性で結合する。

## 二価リガンド
二価リガンド(bivalent ligands)は、不活性リンカーで連結された2つの薬物様分子(ファーマコフォアまたはリガンド)で構成されている。 二価リガンドには様々な種類があり、ファーマコフォアが何を標的とするかによって分類されることが多い。 ホモ二価リガンド(homobivalent ligands)は、同じ受容体の2つのタイプを標的としている。 ヘテロ二価リガンド(heterobivalent ligands)は、異なる2種類の受容体を標的としている。 バイトピック・リガンド(bitopic ligands)は、同じ受容体上のオルトステリック結合部位とアロステリック結合部位を標的としている。
科学研究では、受容体二量体(receptor dimers)の研究やその性質を調べるために、二価リガンドが使用されてきた。 このクラスのリガンドは、オピオイド受容体系の研究中にPhilip S. Portogheseらによって開拓された。 また、ゴナドトロピン放出ホルモン受容体については、Micheal Conn氏らによって二価リガンドが早くから報告されている。 これらの初期の報告以来、カンナビノイド、セロトニン、オキシトシン、メラノコルチン受容体系、およびGPCR-LIC系(ドーパミンD2受容体およびニコチン性アセチルコリン受容体)を含む様々なGタンパク質共役型受容体(GPCR)系に対して多くの二価リガンドが報告されている。
2価のリガンドは通常、1価のリガンドよりも大きくなる傾向があり、したがって「薬物様」ではない(リピンスキーのルール・オブ・ファイブを参照)。 多くの人は、このことが臨床現場での適用可能性を制限していると考えている。 このような考えにもかかわらず、前臨床動物試験で成功したことを報告しているリガンドは数多く存在する。 二価のリガンドの中には、一価のリガンドと比較して多くの利点(組織選択性、結合親和性の向上、効力または有効性の向上など)を有するものがあることを考えると、二価のリガンドは臨床的にも利点を提供する可能性がある。

## モノおよびポリデズミック・リガンド
タンパク質のリガンドは、結合するタンパク質鎖の数によっても特徴づけられる。 「モノデズミック」(monodesmic)リガンド(μόνος: 単一, δεσμός: 結合)は、単一のタンパク質鎖を結合するリガンドであり、「ポリデズミック」(polydesmic)リガンド(πολοί: 多数)はタンパク質複合体に多く存在し、複数のタンパク質鎖を結合するリガンドであり、典型的にはタンパク質の界面またはその近傍に存在する。 最近の研究では、リガンドの種類や結合部位の構造が、タンパク質複合体の進化、機能、アロステリ、フォールディングに深い影響を与えることが明らかになってきている。

## 特権的足場
特権的足場(privileged scaffold)とは、既知の医薬品や生物学的に活性な化合物の特定の配列の中で統計的に再現性のある分子骨格や化学的な部分のことである。 これらの特権的な要素は、新しい生物学的活性化合物や化合物ライブラリを設計するための基礎として使用することができる。

## 結合性を調べるために用いられる方法
タンパク質-リガンド間の相互作用を研究する主な方法としては、流体力学的手法や熱量論的手法、分光学的手法や構造学的手法、そしてコンピュータによる分子シミュレーション手法などがある。
- フーリエ変換分光法
- ラマン分光法
- 蛍光分光法
- 円偏光二色性
- 核磁気共鳴
- 質量分析
- 原子間力顕微鏡
- 常磁性プローブ
- 二面偏波式干渉計
- マルチパラメトリック表面プラズモン共鳴（英語版）
- リガンド結合アッセイ（英語版）および放射性リガンド結合アッセイ

その他の技術としては、以下のようなものがある。
- 蛍光強度(fluorescence intensity)
- 二分子蛍光補完(bimolecular fluorescence complementation)
- FRET(蛍光共鳴エネルギー移動, fluorescent resonance energy transfer)
- FRET消光表面プラズモン共鳴
- 生体層干渉法(bio-layer interferometry)
- 共免疫沈降法 間接ELISA(Coimmunopreciptation indirect ELISA)
- 平衡透析(equilibrium dialysis)
- ゲル電気泳動(gel electrophoresis)
- ファーウェスタンブロット解析(far western blot)
- 蛍光偏光異方性(fluorescence polarization anisotropy)
- 電子常磁性共鳴(electron paramagnetic resonance)
- マイクロスケール熱泳動(microscale thermophoresis)

分子シミュレーションによる解析法
スーパーコンピュータやパソコンの計算能力が飛躍的に向上したことで、タンパク質とリガンドの相互作用を計算化学的に研究することが可能になった。 例えば、がん研究のために100万台以上の一般的なパソコンを世界規模でグリッド化した「grid.org」 (日本では「UDがん研究プロジェクト」とも)というプロジェクトは2007年4月に終了したが、その後、World Community Grid、Folding@home、Rosetta@homeなど様々なプロジェクトが進んでいる。 